# Ideopsis exprompta
Ideopsis exprompta är en fjärilsart som beskrevs av Butler 1874. Ideopsis exprompta ingår i släktet Ideopsis och familjen praktfjärilar. Inga underarter finns listade i Catalogue of Life.